# Хонес, Максимилиано
Максимилиано Хонес Ивина (исп. Maximiliano Jones Ivina; род. 17 июня 1944, Санта-Исабель, Испанская Гвинея, Испания) — испанский бобслеист. Участник зимних Олимпийских игр 1968 года.

## Биография
Максимилиано Хонес родился 17 июня 1944 года в городе Санта-Исабель в Испанской Гвинее (сейчас Малабо в Экваториальной Гвинее).
В 1968 году вошёл в состав сборной Испании на зимних Олимпийских играх в Гренобле. В соревнованиях двоек вместе с Эухенио Батуроне заняли 17-е место, показав по сумме четырёх заездов результат 4 минуты 51,54 секунды и уступив 10 секунд завоевавшим золото Эудженио Монти и Лучано де Паолису из Италии. В соревнованиях четвёрок команда Испании, за которую также выступали Виктор Паломо, Хосе Клот и Эухенио Батуроне, заняла предпоследнее, 18-е место, показав по сумме двух заездов результат 2.23,18 и уступив 5,79 секунды завоевавшей золото сборной Италии.
Был первым чернокожим олимпийцем из Испании. По данным испанского спортивного историка Фернандо Арречеа, его включение в состав олимпийской сборной было пропагандистским шагом на фоне предоставления независимости Экваториальной Гвинее.